# ناحیه سیمز، میشیگان
ناحیه سیمز (به انگلیسی: Sims Township) یک منطقهٔ مسکونی در ایالات متحده آمریکا است که در شهرستان ارناک، میشیگان واقع شده‌است.
 ناحیه سیمز ۱۲۰٫۹ کیلومتر مربع مساحت و ۱٬۰۹۵ نفر جمعیت دارد و ۱۸۱ متر بالاتر از سطح دریا واقع شده‌است.